# Guy de Cortone
Pour les articles homonymes, voir Bienheureux Guy.
Guy Vignotelli ou Pagnotelli dit Guy de Cortone (1185-1245) est vénéré comme bienheureux dans l'Église catholique. Originaire d'Espagne, il vivait près de Cortone. Il était noble, mais de très modeste condition, et réputé pour sa charité.

## Biographie
Sa rencontre avec saint François d'Assise, auquel il offrit un jour l'hospitalité,  fut décisive. Il décida de quitter son domaine pour entrer dans l'Ordre des frères mineurs franciscains, et se retira dans une grotte près de Cortone pour y vivre pauvrement, et prêcher l'Évangile et la pénitence aux populations locales.
Il mourut en 1245 et ses restes reposent à l'intérieur du dôme de Cortone. 
Guy de Cortone a été déclaré bienheureux par Vox populi et est fêté le 12 juin.

## Sources
- Le petit livre des saints - Rosa Giorgi - Larousse - 2006 - page 670 -  (ISBN 2-03-582665-9)